# بيرت ويلسون (معلق رياضي)
بيرت ويلسون (بالإنجليزية: Bert Wilson)‏ هو معلق رياضي أمريكي، ولد في 1911، وتوفي في 1 نوفمبر 1955.